# Serie B 1940/1941
Soutěžní ročník Serie B 1940/1941 byl 12. ročník druhé nejvyšší italské fotbalové ligy. Konal se od 6. října 1940 do 12. června 1941. Soutěž skončila vítězstvím Ligurie, která se po roce vrátila do nejvyšší ligy. Druhým postupujícím byla Modena.
Nejlepšími střelci se stali italští hráči Vittorio Sentimenti (Modena) a Renato Gei (Brescia), kteří vstřelili 24 branek.

## Události
Klub z Palerma byl vyloučen před začátkem sezony, na základě usnesení FIGC kvůli insolvenci. Na jeho místo byla přijata Spezia.
Sestupující kluby z nejvyšší ligy Liguria a Modena se po jedné odehrané sezoně opět vrátila zpět. Vítězem se stal klub  Liguria, která měla o jeden bod více něž Modena. Do 23. kola soutěž vedla Brescia, jenže špatné výsledky posledních kol znamenali že obsadili 3. místo.
Sestup do 3. ligy znamenal pro kluby: Verona, Anconitana-Bianchi, Macerata a sedminásobný mistr ligy Pro Vercelli, který se vrátil do 2. ligy až za 73 let.

## Účastníci
| Klub               | Město         | Stadion                      | Trenér                                        | Minulá sezona                                      |
| ------------------ | ------------- | ---------------------------- | --------------------------------------------- | -------------------------------------------------- |
| Alessandria        | Alessandria   | Campo del Littorio           | Otto Krappan                                  | 7. místo v Serii B                                 |
| Anconitana-Bianchi | Ancona        | Campo del Littorio           | Giovanni Degni                                | 4. místo v Serii B                                 |
| Brescia            | Brescia       | Stadium di viale Piave       | Evaristo Frisoni                              | 6. místo v Serii B                                 |
| Fanfulla           | Lodi          | Stadio Dossenina             | Giuseppe Marchi                               | 11. místo Serii B                                  |
| Liguria            | Janov         | Stadio del Littorio          | Adolfo Baloncieri                             | 15. místo Serii A (sestup)                         |
| Lucchese           | Lucca         | Stadio Porta Elisa           | András Kuttik                                 | 3. místo Serii B                                   |
| Macerata           | Macerata      | Stadio della Vittoria        | Gino Rossetti                                 | 2. místo ve finálové skupině B ve 3. lize (postup) |
| Modena             | Modena        | Stadio Cesare Marzari        | Alfredo Notti                                 | 16. místo Serii A (sestup)                         |
| Padova             | Padova        | Stadio Silvio Appiani        | Stanislao Klein                               | 8. místo v Serii B                                 |
| Pisa               | Pisa          | Campo del Littorio           | József Ging                                   | 12. místo v Serii B                                |
| Pro Vercelli       | Vercelli      | Stadio Leonida Robbiano      | Afro De Pietri (1.–?. kolo) Marino Frova      | 9. místo v Serii B                                 |
| Reggiana           | Reggio Emilia | Stadio Mirabello             | János Vanicsek                                | 1. místo ve finálové skupině A ve 3. lize (postup) |
| Savona             | Savona        | Campo di Corso Ricci         | György Orth                                   | 2. místo ve finálové skupině A ve 3. lize (postup) |
| Siena              | Siena         | Stadio Rino Daus             | Alberto Macchi                                | 5. místo v Serii B                                 |
| Spezia             | La Spezia     | Stadio Alberto Picco         | János Nehadoma (1.–6. kolo) Cesare Cassanelli | 3. místo ve finálové skupině A ve 3. lize (postup) |
| Udinese            | Udine         | Stadio Moretti               | Pietro Piselli                                | 10. místo v Serii B                                |
| Verona             | Verona        | Stadio Marcantonio Bentegodi | Giovanni Chiecchi                             | 13. místo v Serii B                                |
| Vicenza            | Vicenza       | Campo Sportivo del Littorio  | Eraldo Bedendo a Pietro Spinato               | 12. místo v Serii B                                |

## Tabulka
| Poř. | Tým                | Z  | V  | R  | P  | VG | OG | B  |
| ---- | ------------------ | -- | -- | -- | -- | -- | -- | -- |
| 1.   | Liguria            | 34 | 22 | 5  | 7  | 71 | 32 | 49 |
| 2.   | Modena             | 34 | 21 | 6  | 7  | 74 | 33 | 48 |
| 3.   | Brescia            | 34 | 20 | 6  | 8  | 67 | 32 | 46 |
| 4.   | Savona             | 34 | 17 | 10 | 7  | 48 | 23 | 44 |
| 5.   | Padova             | 34 | 15 | 9  | 10 | 64 | 47 | 39 |
| 6.   | Vicenza            | 34 | 15 | 8  | 11 | 66 | 58 | 38 |
| 7.   | Alessandria        | 34 | 12 | 11 | 11 | 58 | 54 | 35 |
| 8.   | Siena              | 34 | 13 | 8  | 13 | 42 | 41 | 34 |
| 9.   | Reggiana           | 34 | 12 | 9  | 13 | 42 | 47 | 33 |
| 10.  | Lucchese           | 34 | 12 | 9  | 13 | 42 | 47 | 33 |
| 11.  | Udinese            | 34 | 9  | 13 | 12 | 45 | 50 | 31 |
| 12.  | Spezia             | 34 | 10 | 10 | 14 | 45 | 51 | 30 |
| 13.  | Fanfulla           | 34 | 11 | 8  | 15 | 48 | 61 | 30 |
| 14.  | Pisa               | 34 | 10 | 10 | 14 | 40 | 60 | 30 |
| 15.  | Verona             | 34 | 11 | 4  | 19 | 47 | 76 | 26 |
| 16.  | Anconitana-Bianchi | 34 | 9  | 7  | 18 | 44 | 74 | 25 |
| 17.  | Macerata           | 34 | 9  | 3  | 22 | 35 | 78 | 21 |
| 18.  | Pro Vercelli       | 34 | 6  | 8  | 20 | 42 | 69 | 20 |

Poznámky
- Z = Odehrané zápasy; V = Vítězství; R = Remízy; P = Prohry; VG = Vstřelené góly; OG = Obdržené góly; B = Body
- za výhru 2 body, za remízu 1 bod, za prohru 0 bodů.
- při rovnosti bodů se rozhodovalo na základě poměru gólů (vstřelené góly ÷ obdržené góly).

|  | Postup do Serie A |
|  | Sestup do Serie C |